# Маліне (Люблінське воєводство)
Маліне (пол. Malinie) — село в Польщі, у гміні Хжанув Янівського повіту Люблінського воєводства. Населення — 290 осіб (2011).

## Історія
За даними етнографічної експедиції 1869—1870 років під керівництвом Павла Чубинського, у селі переважно проживали римо-католики, які розмовляли українською мовою.
У 1975—1998 роках село належало до Тарнобжезького воєводства.

## Демографія
Демографічна структура станом на 31 березня 2011 року:
|          | Загалом | Допрацездатний вік | Працездатний вік | Постпрацездатний вік |
| -------- | ------- | ------------------ | ---------------- | -------------------- |
| Чоловіки | 128     | 20                 | 92               | 16                   |
| Жінки    | 162     | 33                 | 75               | 54                   |
| Разом    | 290     | 53                 | 167              | 70                   |